# Yu Liang
Yu Liang (庾亮) (289. – 340.), kurtoazno ime Yuangui (元規), formalno Markiz Wenkang od Dutinga (都亭文康侯), bio je kineski vojskovođa i velikodostojnik na dvoru dinastije Jin, poznat po impresivnoj erudiciji i intelektualnim sposobnostima, ali i prevelikoj aroganciji prema potčinjenima zbog čega je izbio katastrofalni ustanak Su Juna.